# 리바스주

리바스 주의 위치

리바스주(스페인어: Departamento de Rivas)는 니카라과 남서부에 위치한 주로 주도는 리바스이며 면적은 2,155km2, 인구는 166,900명(2005년 기준)이다. 동쪽으로는 니카라과호, 서쪽으로는 태평양과 접하며 남쪽으로는 코스타리카와 국경을 접한다. 10개 지방 자치체를 관할한다.

주기
주 문장